# Сињајевина
Сињајевина (ранији, аутентични назив: Сињавина) је планина у Црној Гори, југоисточно од Дурмитора. Она је највећа црногорска планина према пространству. Надовезује се на дурмиторску површ, протежући се од Жабљака и Његовуђе на северозападу, па све до мојковачких и колашинских удолина на југоистоку. На североистоку омеђена је клисуром Таре, а на југозападу кањоном Мораче. На северозападној страни су кањони Тушиње и Буковице. 
Надомак кањона Таре смештено је Забојско језеро које представља један од два посебно значајна локалитета на Сињајевини. Други је каменим стубовима, торњевима и врховима богат предео који се надноси над кањоном Мораче, практично тамо где се са те стране завршава планина. Највећи део планине је висока, према северозападу нагнута висораван, са заталасаном површином која се простире унедоглед. 
У југоисточном делу планине, из правца Колашина увлачи се и засеца је долина Доњег и Горњег Липова, кроз коју протиче река Плашница, притока Таре. Ова долина постала је ледничком ерозијом, ерозивним радом ледника који се спуштао са северозапада, а коме су са десне стране пристизали леднички краци који су обликовали кречњачке врхове. 
На јужној страни, над кањоном Мораче, уздиже се много камених висова који окружују највиши врх на планини Бабин Зуб или Бабји Зуб са 2 277 m и чине концентрисану, планинарски најзанимљивију целину. О тачној висини Торне и других врхова Сињавине постоје немала разилажења, наводи се и 2253 m и 2217 m. Други највиши врхови су Вранова Глава 2215 m, Јабланов врх 2203 m, Градиште 2174 m, Сто 2167 m или 2172 m, Једини Бор 2100 m, Мужице 2096 m, Велики Пећарац  2041 m или 2042 m, Велики Старац 2022 m, Бабин врх 2010 m, Корман 1925 m или 1923 m, Мраморје 1852 m и Кучајевица 1781 m или 1739 m. 
Сињајевина је изграђена од палеозојских и мезозојских кречњака, мјестимично од млађих еруптивних стијена.

## Одлике
На Сињавини се налази непрегледно, неравномерно распоријеђено мноштво већих и мањих врхова, углавном голих, без шуме. Између њих је несагледиво пространство високо-планинских пашњака. Али и потпуно одсуство извора пијаће воде. Сињавина је практично скуп више планина, по огромној висоравни »без реда« посијана множина врхова и лавиринт удолина и падина.  Административно је подијељена између општина Жабљак, Шавник, Колашин и Мојковац. Овај терен је код кретања један од најзабаченијих и најтежих за оријентацију у цијелој Црној Гори, било возачу или планинару.
Уколико се прихвати да је Сињавина један ланац, онда је она по размјерама свог простирања најдужа планина Црне Горе.